# マドゥライ・ナーヤカ朝

マドゥライ・ナーヤカ朝

マドゥライ・ナーヤカ朝の版図

マドゥライ・ナーヤカ朝（マドゥライ・ナーヤカちょう、英語：Madurai Nayaka dynasty）とは、南インドのタミル地方（現タミル・ナードゥ州）に存在したヒンドゥー王朝 （16世紀 - 1736年）。ナーヤカ朝の一つでもある。首都はマドゥライ、ティルチラーッパッリ。

## 歴史

### 独立

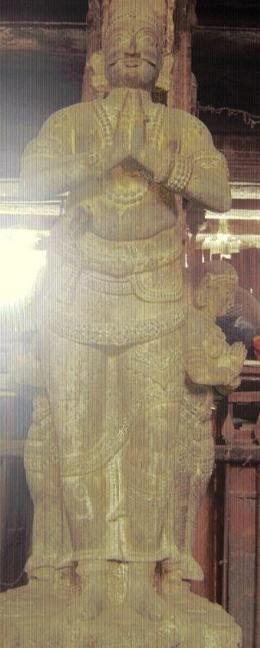
ヴィシュワナータ・ナーヤカ

タミル地方の都市マドゥライは歴史のある地で、古くはパーンディヤ朝の首都として繁栄したが、14世紀初頭にデリー・スルタン朝に幾度となく略奪、破壊され、1334年以降はその地方長官が樹立したマドゥライ朝の首都となり、1378年にヴィジャヤナガル王国の領土となった。
16世紀頃から、マドゥライにおいて、ナーヤカ（ヴィジャヤナガル王国の領主層）としてヴィジャナガル王国に仕えていた有力な一族がみられる。
また、このナーヤカ一族はヴィジャナガル王国において、地方長官クラスの大ナーヤカであったことも知られ、ヴィシュワナータ・ナーヤカ（在位：1529年 - 1563年）が最初の君主として記録されている。
その息子クマーラ・クリシュナッパ・ナーヤカ（在位：1563年 - 1573年）の治世、1565年にヴィジャヤナガル王国がターリコータの戦いにおいて敗北したのち、ナーヤカ朝としての独立の動きを見せ、事実上半独立の立場をとった。
ムットゥ・ヴィーラッパ・ナーヤカ（在位：1609年 - 1623年）の治世、1614年にヴェンカタ2世の死後、同年と1616年から1617年にかけて、ヴィジャヤナガル王国は王位をめぐる深刻な内紛が起こった。
これにより、マドゥライ・ナーヤカ朝は、衰退したヴィジャヤナガル王国から完全に独立を果たした。

### 争いと繁栄

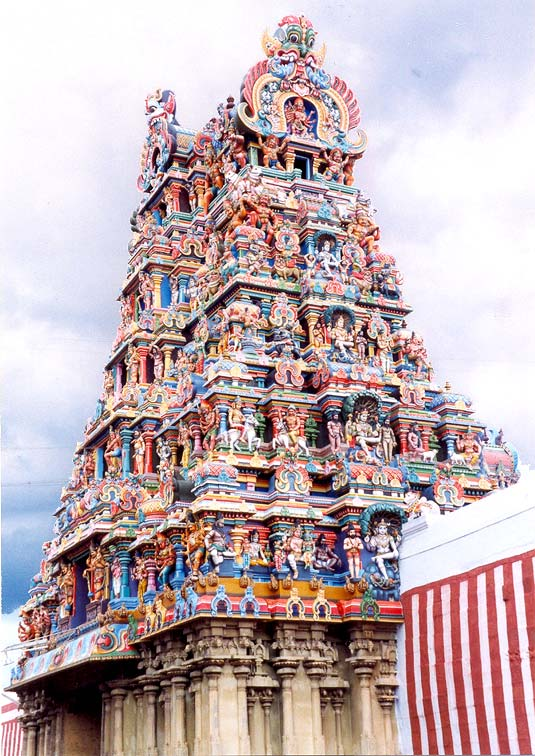
ミーナークシ寺院

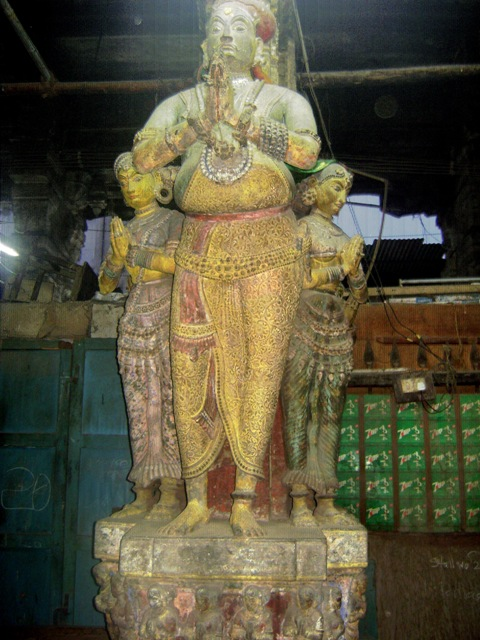
ティルマライ・ナーヤカ

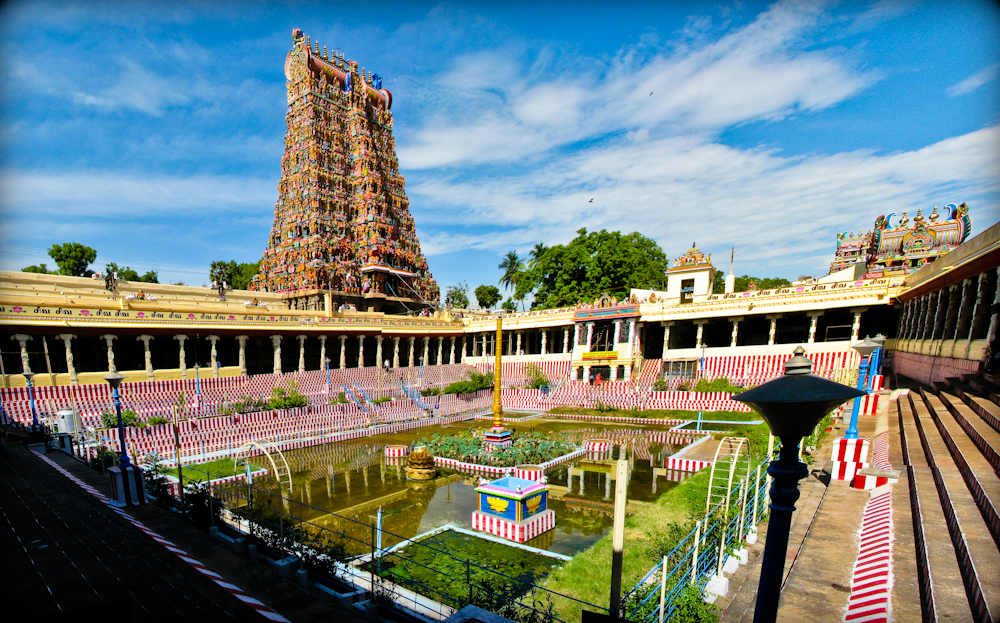
ミーナークシ寺院の黄金池

ムットゥ・ヴィーラッパ・ナーヤカの息子ティルマライ・ナーヤカ（在位：1623年 - 1659年）の治世には、1649年にヴィジャヤナガル王国が滅亡し、マドゥライ・ナーヤカ朝は、ほかのナーヤカ朝やマイソール王国と争っている。
なお、この王朝は芸術の点では突出しており、16世紀から多数のヒンドゥー教寺院が建設され、16世紀から17世紀にはかけては、かの有名なインド最大規模のヒンドゥー教の寺院であるミーナークシ寺院が建設された。
16世紀中頃のヴィシュワナート・ナーヤカの時代から、17世紀の王ティルマライ・ナーヤカの治世にかけてまで、首都マドゥライにヒンドゥーのシヴァ神を祭る大寺院、今日でもマドゥライの顔と名高いミーナークシ寺院が建設された。
この寺院はシヴァ神妃であるミーナークシを祀り、インド最大規模のヒンドゥー寺院であるとともに、寺院の中央に存在する巨大な「黄金池」や「千本柱広間」という多数の仏像が置かれた大広間を持ち、後期ドラヴィダ型建築の典型的なものとして知られる。
また、ティルマライ・ナーヤカはヒンドゥー教の手厚い保護者であるとともに、多数のヒンドゥー寺院を建設したことで知られ、1636年、首都マドゥライにはティルマライ・ナーヤカ宮殿と呼ばれる宮殿も造営した。
1659年ティルマライ・ナーヤカの死後、息子のムットゥ・アラカードリ・ナーヤカ（在位：1659年 - 1662年）が後を継いだが、3年後の1662年に死亡し、その幼少の息子チョッカナータ・ナーヤカ（在位：1662年 - 1682年）が新たな王となった。

### 衰退と飢饉

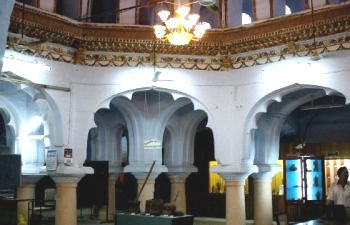
チョッカナータ・ナーヤカの治世に造営された、ティルチラーッパッリの宮殿

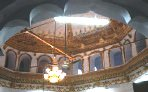
ティルチラーッパッリの宮殿内部

チョッカナータ・ナーヤカの治世、1673年にタンジャーヴール・ナーヤカ朝を滅ぼし、その首都タンジャーヴールには、弟のアラギリ・ナーヤカを配置した。
しかし、1675年、ビジャープル王国によって派遣されたヴィヤンコージーが、タンジャーヴールを奪い、タンジャーヴール・マラーター王国を建国した。
これ以降、タンジャーヴール・マラーター王国が新たな隣国となり、マイソール王国なども台頭するようになり、これらと争うことになった。
だが、この頃、マドゥライ・ナーヤカ朝の領土は飢饉に陥り、農村や都市のみならず、マドゥライまで荒廃し、王であるチョッカナータ・ナーヤカは堕落してしまった。
この地を訪れていたイエズス会士は、1678年の状況について、
| 「 | 「以前はとても繁栄していた都市は、面影はなくなり、かつて豪華で壮大だった宮殿は、荒廃して廃墟となっている。マドゥラ（マドゥライ）はたとえると盗賊のたまり場よりも少ない町である。新しいナーヤッカンは本質的に何もしない王である。彼はすべての夜を寝て、すべての日を寝ており、寝ていない彼の隣人は、各々の時間に、彼から彼の領土のいくつかの断片をひったくる。」 | 」 |

と語っている。
チョッカナータ・ナーヤカは晩年を、タンジャーヴール・マラーター王国とマイソール王国の侵入に苦しみながら、1682年に死亡した。

### マンガンマルの功績

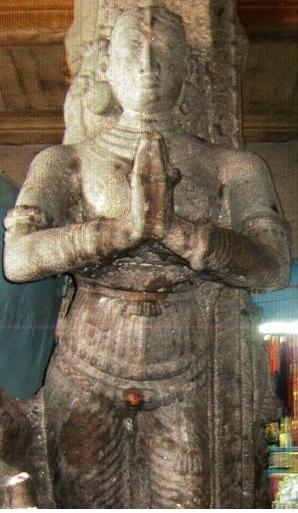
マンガンマル

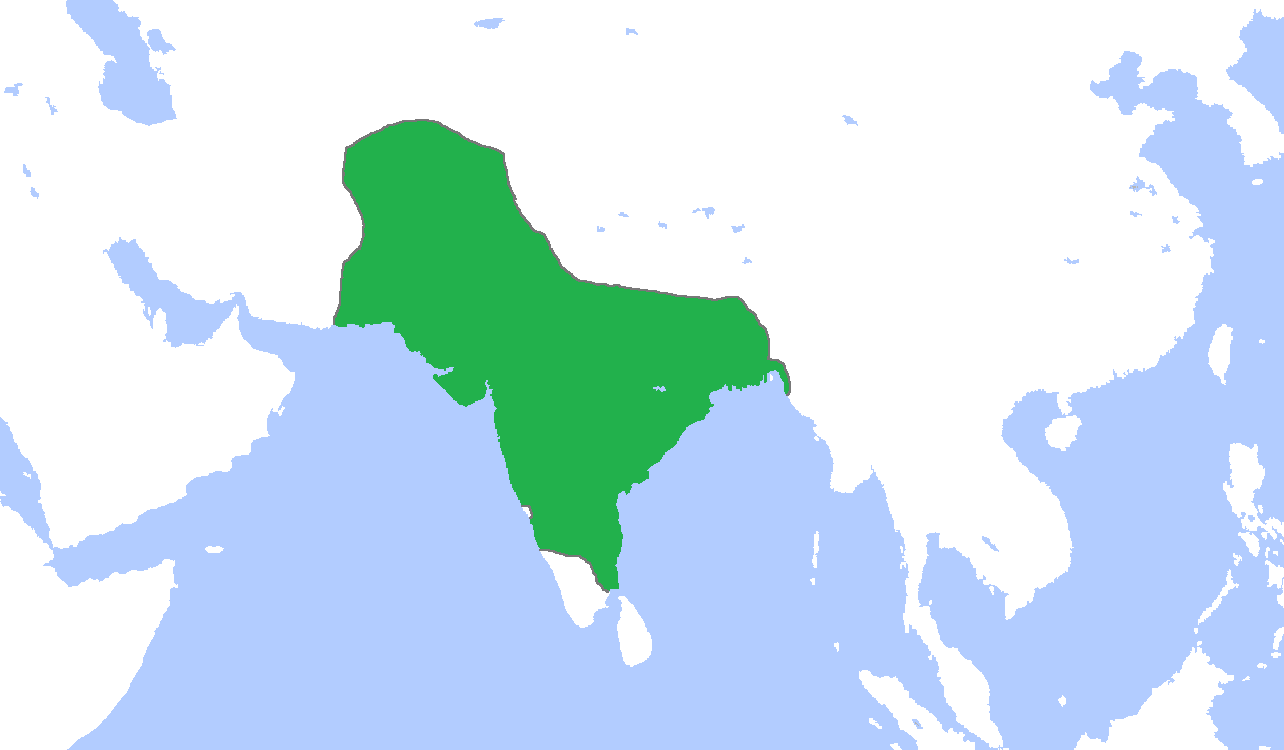
ムガル帝国の最大版図

だが、その息子のランガクリシュナ・ムットゥ・ヴィーラッパ・ナーヤカ（在位：1682年 - 1689年）の治世には、北インドからの圧力も強まりを見せるようになった。
1681年から、ムガル帝国の皇帝アウラングゼーブによりデカン戦争が行われ，1686年にビジャープル王国と、1687年にゴールコンダ王国が滅ぼされ、1689年にはマラーター王国の王サンバージーを捕え処刑し、デカンに進出しつつあったマラーター王国を南に押し返した。
このように、1680年代にムガル帝国がデカンにおいて覇権を確立すると、皇帝アウラングゼーブはマラーター勢力の追討も兼ねて、南インド侵略しようとし、マドゥライ・ナーヤカ朝も危機にさらされた。
このような情勢の中、1689年、ランガクリシュナ・ムットゥ・ヴィーラッパ・ナーヤカは死に、その母親でチョッカナータ・ナーヤカの妃マンガンマール（在位：1689年 - 1704年）が、後を継いだ。
1690年代にかけて、マンガンマールはムガル帝国のアウラングゼーブの侵略を食い止め、南下してきたマラーター勢力や、かねてからの南インドのマイソール王国、タンジャーヴール・マラーター王国の侵入に対抗した。
この女王がマドゥライ・ナーヤカ朝で最も偉大な君主とされるのは、こうした外敵の侵入を食い止めた功績からだろう。
なお、1704年にマンガンマールは、孫のヴィジャヤランガ・チョッカナータ・ナーヤカ（在位：1704年 - 1731年）に王位を譲り、1705年に死亡した。

### 滅亡
1707年にムガル皇帝アウラングゼーブが死亡し、帝国軍はデカンから撤退したので、マドゥライ・ナーヤカ朝はムガル帝国の侵略の危機を脱した。
しかし、アウラングゼーブが南インドのアルコットに置いたカルナータカ太守は、1713年に地方政権化し（カルナータカ地方政権）、ヴィジャヤランガ・チョッカナータ・ナーヤカの治世の大半はそれや、タンジャーヴール・マラーター王国の戦いに費やされた。
1731年、ヴィジャヤランガ・ナーヤカの死後、その妃であり女王ミーナークシ（在位：1731年 - 1736年）も、カルナータカ地方政権やタンジャーヴール・マラーター王国との戦いを続けた。
だが、1736年にミーナークシは、カルナータカ地方政権の太守の娘婿チャンダー・サーヒブの姦計に陥り、首都ティルチラーパッリを落とされ、捕えられたのち自殺した。
しかし、マドゥライ・ナーヤカ朝が滅ぼされたことで、南インド諸勢力の均衡が崩れ、カルナータカ地方政権が、タンジャーヴール・マラーター王国の首都タンジャーヴールを脅かした結果、1744年から始まる第1次カルナータカ戦争の遠因の一つとなった。